# یک زندگی پنهان
یک زندگی پنهان (انگلیسی: A Hidden Life) (با نام قبلی رادیگند) فیلمی به کارگردانی ترنس مالیک است. این فیلم برای رقابت در کسب نخل طلا جشنواره کن ۲۰۱۹ انتخاب شد.

## بازیگران
- آگوست دیل
- والری پاکنر
- ماتیاس اسخونارتس
- مایکل نیکویست
- برونو گانتس
- یورگن پروشنو
- مارتین وتکه
- کارل مارکوویکس
- فرانتس روگوفسکی
- توبیاس مورتی
- اولریش ماتس
- یوهان لیسن
- سوفی رویز